# Terebridae
Terebridae es una familia de gasterópodos del orden Neogastropoda. Se distribuyen por los mares tropicales.

## Géneros
Se reconocen los siguientes:
- Cinguloterebra Oyama, 1961
- Clathroterebra Oyama, 1961
- Duplicaria Dall, 1908
- Euterebra Cotton & Godfrey, 1932
- Granuliterebra Oyama, 1961
- Hastula H. Adams & A. Adams, 1853
- Hastulopsis Oyama, 1961
- Impages Y.A. Smith, 1873
- Myurella Hinds, 1844
- Oxymeris Dall, 1903
- Pellifronia Terryn & Holford, 2008
- Perirhoe Dall, 1908
- Pristiterebra Oyama, 1961
- Strioterebrum Sacco, 1891
- Terebra Bruguière, 1789
- Terenolla Iredale, 1929
- Triplostephanus Dall, 1908